# Georges Picot

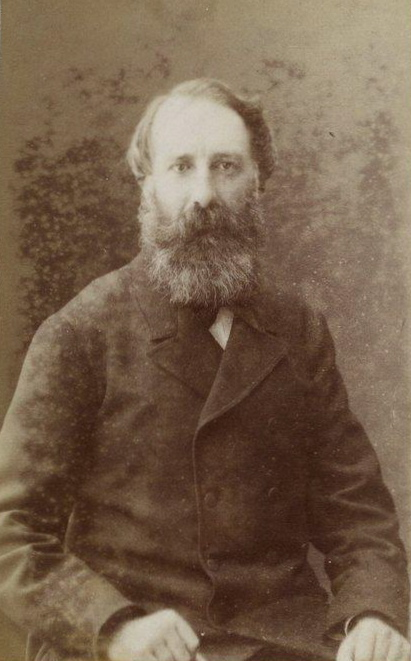

Georges Picot, eigentlich Georges-Marie-René Picot, (* 24. Dezember 1838 in Paris; † 16. August 1909 in Allevard, Département Isère) war ein französischer Jurist und Geschichtsschreiber.

## Leben
Georges Picot studierte Jura und machte mehrere Reisen nach England, um das dortige Gefängniswesen zu studieren; 1859 Anwalt am Appellationsgericht in Paris, 1863 Sekretär der Anwaltskammer, 1865 stellvertretender Richter am Tribunal de la Seine, 1870 prix Bordin der Académie des sciences morales et politiques, 1872 Richter am Tribunal de la Seine, 1873 und 1874 Grand Prix Gobert der Académie française für sein Hauptwerk Histoire des États généraux, 1875 Mitglied des Comité des travaux historiques, 1877 bis 1879 leitender Beamter im Justizministerium (directeur des affaires criminelles et de grâces), 1878 Mitglied der Académie des sciences morales et politiques, seit 1896 deren ständiger Sekretär. 1904 wurde er zum korrespondierenden Mitglied der British Academy gewählt.

## Werke
- Histoire des États généraux: considérés au point de vue de leur influence sur le gouvernement de la France de 1355 à 1614. – Paris, 1872 (4 Bände) – online: Band 1, Band 2, Band 3, Band 4 (2. überarbeitete und erweiterte Auflage in fünf Bänden. Paris: Hachette, 1888)
- Socialisme et devoir social. – Paris: A. Picard, 1890
- L’Usage de la liberté. – Paris, 1893
- La Lutte contre le socialisme révolutionnaire. – Paris: A. Colin, 1895 Document électronique
- Notice historique sur la vie et les travaux de Jules Simon: lue dans la séance publique annuelle de l’Académie des sciences morales et politiques du 5 décembre 1896. – Paris: Firmin Didot, 1896 Document électronique
- Barthélemy Saint-Hilaire: notice historique. – Paris: Hachette, 1899 Document électronique
- Gladstone. – Paris, 1904